# Szabadi
Szabadi község Somogy vármegyében, a Kaposvári járásban.

## Fekvése
A Kapos völgyében, Kaposvártól 20 kilométerre keletre, a 61-es főút és a Dombóvár–Gyékényes-vasútvonal mellett található; közigazgatási területének déli szélét érinti a Nagyberki-Jágónak közti 6512-es út is. Közös vasútállomása van a szomszédos Csoma községgel (Csoma-Szabadi vasútállomás). A legközelebbi város a 9 kilométerre fekvő Dombóvár.
Bár nincs túl közel a Balaton déli partjához, a település szőlőtermő területei mégis a Balatonboglári borvidék részét képezik.

## Története
Szabadi neve először az 1332–1337-es pápai tizedjegyzékben bukkant fel. A török megszállás nem okozott nagy károkat a településen. 1695-ben nemes község volt. 1696-ig Tolna vármegyéhez tartozott, utána került Somogyba. 1715-ben a Batthyány család birtokolta, majd 1835-től a gróf Schmiedegg és a gróf Batthyány család. A falu pecsétjét 1788 óta használták. Lakossága évszázadokon keresztül, egészen az 1970-es évekig 500 fő körül mozgott (jelentős német kisebbséggel), ám ekkor megkezdődött az addig szinte kizárólag mezőgazdaságból élő lakosság elvándorlása, legtöbben a közeli városokban az iparban találtak munkát.
Szabadi első (római katolikus) iskolája 1770-ben nyílt, de 1839-ben az evangélikusok is alapítottak egy iskolát, ami 1937-ig működött. A 19. század közepén épült evangélikus templom az idők során elpusztult, helyette 1998-ban építettek újat. 
A második világháború után Szabadi Nagyberki társközségévé vált, 1990 és 1996 között Csomával 1997-től pedig Nagyberkivel tartozik közös körjegyzőséghez.

## Közélete

### Polgármesterei
- 1990–1994: Dr. Francz József (független)[5]
- 1994–1995: Dr. Francz József (független)[6]
- 1995–1998: …
- 1998–2002: Dr. Fülöp László (Somogyért Egyesület)[7]
- 2002–2006: Dr. Fülöp László (független)[8]
- 2006–2010: Dr. Fülöp László (független)[9]
- 2010–2014: Dr. Fülöp László (független)[10]
- 2014–2019: Antal Lajos (független)[11]
- 2019–2024: Antal Lajos (független)[12]
- 2024– : Antal Lajos (független)[1]

A településen 1995. november 19-én időközi polgármester-választás zajlott.

## Népesség
A település népességének változása:
| Lakosok száma | 283  | 280  | 267  | 280  | 260  | 260  | 244  |
|               | 2013 | 2014 | 2015 | 2021 | 2022 | 2023 | 2024 |

A 2011-es népszámlálás során a lakosok 87,8%-a magyarnak, 3,7% cigánynak, 0,4% horvátnak, 4,1% németnek mondta magát (11,1% nem nyilatkozott; a kettős identitások miatt a végösszeg nagyobb lehet 100%-nál). A vallási megoszlás a következő volt: római katolikus 65,6%, református 3%, evangélikus 1,5%, görögkatolikus 0,4%, felekezet nélküli 3,3% (25,6% nem nyilatkozott).
2022-ben a lakosság 86,9%-a vallotta magát magyarnak, 3,1% németnek, 2,3% cigánynak, 0,4% horvátnak, 2,7% egyéb, nem hazai nemzetiségűnek (12,3% nem nyilatkozott; a kettős identitások miatt a végösszeg nagyobb lehet 100%-nál). Vallásuk szerint 40% volt római katolikus, 1,9% református, 0,4% ortodox, 0,8% egyéb katolikus, 28,8% felekezeten kívüli (27,7% nem válaszolt).

## Nevezetességei
Szabadinak műemlékei nincsenek, de több helyi védelem alatt álló érték található a településen. A temetőben összegyűjtöttek néhány sírkövet a 19. század végétől az első világháborút követő időszakig, valamint áll itt egy eredetileg 1866-ban állított, de sajnos már jellegtelenné átalakított kőkereszt is. Emellett még két kőkereszt található a faluban: egy 1902-ből és egy 1880-ból származó. Négy régi (20. század elején épült) lakóház és három gazdaságiépület-csoport őriz még építészeti értékeket Szabadiban.